# I Am (альбом Pain)
I Am (англ. — «Я …») — девятый студийный альбом шведской индастриал-метал группы Pain. Предзаказ в официальном магазине открылся в день выхода сингла Go With The Flow, 8 марта 2024. На стриминговых платформах выпущен 17 мая 2024 года под лейблами Nuclear Blast и Wool Music.

## Треклист альбома
Слова и музыка всех песен — Петер Тэгтгрен.
| №                   | Название                             | Текст песни                    | Музыка              | Длительность |
| ------------------- | ------------------------------------ | ------------------------------ | ------------------- | ------------ |
| 1.                  | «I Just Dropped By (to say goodbye)» |                                |                     | 3:52         |
| 2.                  | «Don't Wake The Dead»                |                                | Себастьян Тэгтгрен  | 4:07         |
| 3.                  | «Go With The Flow»                   |                                |                     | 3:02         |
| 4.                  | «Not For Sale»                       |                                |                     | 3:11         |
| 5.                  | «Party in My Head»                   |                                |                     | 3:08         |
| 6.                  | «I Am»                               |                                |                     | 3:58         |
| 7.                  | «Push The Pusher»                    |                                |                     | 4:11         |
| 8.                  | «The New Norm»                       |                                |                     | 4:07         |
| 9.                  | «Revolution»                         |                                | Себастьян Тэгтгрен  | 3:24         |
| 10.                 | «My Angel»                           | Петер Тэгтгрен, Сесиль Симеоне |                     | 3:51         |
| 11.                 | «Fair Game»                          | Петер Тэгтгрен, Йонас Чельгрен |                     | 4:17         |
| Общая длительность: | Общая длительность:                  | Общая длительность:            | Общая длительность: | 41:12        |

## Информация о песнях

### I Just Dropped By (to say goodbye)
В видео о песне на канале Pain, Петер сказал:
Эта песня о том, что люди действительно живут в панике. Я имею ввиду, что мысль текста заключается в том, чтобы вы открыли глаза, осмотрелись и увидели, что происходит. Вы увидите, что многие вещи — это притворство и обман, чтобы напугать вас. Я бы сказал, если тот кто правит миром, получил бы то, что хочет, он скорее всего заставил бы нас всех сидеть дома весь день и не выходить на улицу. И при этом продолжая требовать с нас платить налоги, так что для меня это больше «Открой глаза, и попытайся увидеть, что правда, а что — нет правда». Дело не в политике, а в попытке управлять нами всеми, как муравьями. Это мой посыл в тексте.
Насчёт музыки, она более индустриальная и немного быстрая. Я сделал много дисторшна для этой песни, я чувствовал, что он действительно ей подходит. О чём я думал, пока писал эту песню? Хороший темп для хедбэнгинга, много тяжёлого рвения, я просто хотел максимизировать и исказить всё, потом всё станет хорошо. Так сказать, немного возвращаюсь к старым временам, например к Rebirth и тому подобному, когда дисторшн есть везде, где можно и нельзя. Это делает треки более агрессивными и злыми. Всегда классно вернуться к тому, что ты делал раньше, при этом обновив себя.
Это смесь всего, что я делал, но с красками и некоторыми новыми вещами. Не терпится исполнить эту песню вживую.

Так что, откройте свои глаза и не верьте всему, что вы видите. И слышите. И читаете.

### Don’t Wake The Dead
Песня была написана сыном Петера Себастьяном Тэгтгреном.
В день релиза альбома (17 мая) на YouTube-канале PAIN появился клип на песню, режиссёром и оператором которого выступил Дэмиен Дауш (Damien Dausch), продюсером клипа стала Анна Якина.

В видео о песне Петер и его сын Себастьян сказали:
(Показывает на сына, Себастьяна) Это сделал он, так что спрашивайте его.
Себастьян: Да, насколько я помню, я тогда только начал играть на струнных инструментах. Я имею ввиду, последнее, что я сделал в песне — это добавил гитары. Начал со струнных, немного электронного баса с большим количеством дисторшна, и немного барабанов.
Петер: Да, потому что когда я спросил тебя, есть ли у тебя песня или что-нибудь, ты сказал: «Скорее всего, да», а потом сыграл её для меня. Я был проажён ею и мы импортировали файлы с твоего компьютера со всей электроникой, затем вставили все гитары и барабаны. Потом я начал писать текст. Да, это фантастическая песня. В ней много вайба Depeche Mode.
Себастьян: Когда я пришёл в студию, это была единственная часть, которую я сделал.
Петер: Потом ты это понял, да?
Себастьян: Да, это была единственная часть, начинающаяся с гитары.
Петер: Мне очень нравится эта песня. Она немного отличается от тех, что мы делаем обычно. Я думаю это хорошо для вкуса альбома.

Насчет текста. В него встроена мысль, как-бы, что вы видите в СМИ, новостях или ещё чему-то подобном, знаете, некоторые сумасшедшие пытаются разбудить мертвецов, высунув зубы, готовые поспорить, что у всех разом появилось какое-то сознание, типа: «Ох, это не так умно». Это сложнее в понимании, но похоже на то, что мы находимся в какой-то чёртовой Матрице, потому что ты смотришь на всё это дерьмо и ты такой: «Что? Реально люди не понимают, что это чушь собачья?». Нет, поэтому мы живём в такой фантастической ерунде, и я просто говорю, что не надо трогать то, в чём ты не разбираешься. 

### Not For Sale
В ряде видео-расшифровок «PAIN» Петер рассказал:
Это основано на реальной истории, но я не могу продолжать её дальше. Кое-кто предложил мне и другому парню много денег, чтобы мы кое-что сделали. Я снял штаны и сказал ему лизать мои яйца. Это то, откуда пришла идея. Текст не на 100 % об этой ситуации, но эта ситуция сподвигла меня написать в тексте об этом. Так-что, я не продажный.
Мысль текста представляет из себя сборник негативных мыслей Петера насчёт продажных музыкантов и предательств. Возможно, Петер имел ввиду музыкантов, которые шли в Abyss Studio со своими треками, лишь чтобы получить марку Abyss на свои CD, либо Петер хотел сказать о распаде вполне успешного немецкого проекта Lindemann.

### Push The Pusher
В видео о песне на канале Pain, Петер сказал, что работал над песней сразу после релиза «Party in My Head». Он попытался сделать трек более близким к индастриал звучанию, как в Rebirth.
Клипом занимались Дмитрий Алексеев и Сергей Козлов. Они создали изображения с применением технологий искусственного интеллекта, а затем проанимировали их специальным методом. На создание клипа ушло 2,5 месяца.

### My Angel
Сама песня уже была в открытом доступе в 2011 году, но скорее всего, Петеру не понравилась финальная версия трека, его скрыли и отложили «на дальнюю полочку».
К релизу альбома трек был «доведён до ума» и затем включён в него.